# 사쿠라바 마이
사쿠라바 마이(일본어: 桜庭 舞 さくらば まい[*], 1995년 6월 28일)는 전 다카라즈카 가극단 호시구미ㆍ유키구미 소속 여역이다.
도쿄도 마치다시, 사가미 여자대학 고등부 출신이다. 키 163cm, 애칭은 "마메"이다.

## 약력
2012년, 다카라즈카 음악학교에 입학하였다.
2014년, 다카라즈카 가극단 100기생으로 입단. 츠키구미 공연 「다카라즈카오도리／내일에의 지침／TAKARAZUKA 화시집100!!」으로 초무대를 했다.
2015년, 구미마와리를 거쳐 유키구미에 배속되었다.
2018년 2월 12일자로 호시구미로 이동되었다.
2020년, 레이 마코토ㆍ마이소라 히토미 톱콤비 대극장 오히로메 「현요의 계곡」으로 신인공연 첫 히로인. 같이 공연한 쇼 「Ray」에서 첫 에트와르에 발탁되었다. 이어, 쇼 「Ray」 (우메다예술극장 공연)으로 2번째 에트와르를 맡았다.
2021년 5월 23일, 「로미오와 줄리엣」 도쿄공연 천추락을 기해, 다카라즈카 가극단을 퇴단하였다.
퇴단 후, 2021년 12월, 자신의 SNS에 결혼했음을 알렸다.